# Saint-Louis-en-l’Isle
Saint-Louis-en-l’Isle település Franciaországban, Dordogne megyében. Lakosainak száma 311 fő (2022. január 1.). Saint-Louis-en-l’Isle Douzillac, Sourzac, Saint-Front-de-Pradoux és Beauronne községekkel határos.

## Népesség
A település népessége az elmúlt években az alábbi módon változott:
| Lakosok száma | 204  | 220  | 233  | 243  | 278  | 296  | 303  | 304  | 304  | 311  |
|               | 1968 | 1982 | 1990 | 2006 | 2013 | 2015 | 2017 | 2019 | 2020 | 2022 |